# Gustav Hinrichs
Gustav Ludwig Wilhelm Hinrichs (Grabow, 10 december 1850 - Mountain Lake, 26 maart 1942) was een Duits-Amerikaans dirigent en componist. Hij emigreerde naar de Verenigde Staten, waar hij vooral bekend was als operadirigent in San Francisco, New York en Philadelphia. Zijn composities omvatten opera's, vele liederen en instrumentale werken, en partituren voor stomme films, waaronder de versie uit 1925 van The Phantom of the Opera.

## Biografie
Gustav Hinrichs werd geboren in Grabow bij Ludwigslust als zoon van August Hinrichs en Sophie Havekoss.  Hij studeerde klarinet, viool en piano bij zijn vader en compositie bij Angelo Reisland en Eduard Marxsen in Hamburg. Op jonge leeftijd speelde hij bij het orkest van de Hamburgse Staatsopera.
Om militaire dienst te ontlopen, emigreerde Hinrichs op 19-jarige leeftijd naar de Verenigde Staten. Hij arriveerde in New York op 4 april 1870 vanuit Hamburg met de SS Silesia. Vervolgens vestigde hij zich in San Francisco, waar vrienden van zijn ouders woonden.
In San Francisco vond Hinrichs snel werk als muzikant: hij gaf pianolessen, speelde orgel in de St. Mark's kerk, dirigeerde voor verschillende koorverenigingen en hij begon zijn carrière  als dirigent bij het operahuis van Fabbri Italian and German Opera Company. Ook was hij werkzaam bij de impresariaten Emily Melville Opera Company en de Tivoli Opera.
In 1881 richtte hij de San Francisco Philharmonic Society op, voorloper van de San Francisco Symphony Orchestra.  De eerste concerten van het nieuw opgerichte orkest kregen gemengde recensies, met enige kritiek op zowel de programma's als het spel.
In 1885 verhuisde Hinrichs naar New York om assistent-dirigent te worden van de kortstondige American Opera Company onder leiding van regisseur Theodore Thomas.
Hinrichs verhuisde naar Philadelphia in 1888 en richtte zijn eigen operagezelschap op nadat het bedrijf van Thomas geen succes bleek. Zijn opera stond bekend onder meerdere namen: National Opera Company, de American Opera Company en de Gustav Hinrichs Opera Company. Zijn gezelschap was actief in Philadelphia, Boston en New York. Tussen 1895 en 1906 gaf Hinrichs les aan de Columbia University en het Nationaal Conservatorium in New York. In 1896 keerde hij terug naar San Francisco voor nog een seizoen als dirigent van de Tivoli Opera Company, en dirigeerde ook het orkest van de San Francisco Symphony Society (later het San Francisco Symphony Orchestra).
In de jaren 1920 ging Hinrichs met pensioen naar Mountain Lake, waar hij bleef lesgeven, en waar hij op 26 maart 1942 overleed.

## Composities
Twee van de opera's van Hinrichs werden tijdens zijn leven geproduceerd. De eerste, Der Vierjährige Posten, gebaseerd op een gedicht van Theodor Körner, werd in april 1877 opgevoerd in San Francisco. De tweede, Onti-Ora, kreeg zes uitvoeringen in juli en augustus 1890 in Philadelphia. Twee andere vroege opera's, Malvina en Die Frauenverschwörung, werden nooit opgevoerd.
In de jaren 1920 schreef Hinrichs en arrangeerde hij orkestrale begeleidingen voor stomme films geproduceerd door Universal Studios, waaronder een score voor de versie van The Phantom of the Opera uit 1925.